# Актау (гора, Казахстан)
Актау — горная вершина в Заилийском Алатау. Вершина Актау альпийского типа. Высота 4690 м. Северные и восточные склоны её покрыты льдом. С северного склона виден ледник Крошка, с восточного — Ледник Корженевского. Южный склон вершины крутой, сильно расчленен. Западный гребень значительно круче восточного, крутизна 40-50°.
Вершина покорена альпинистами в 1983 году с севера на восток под руководством Е. Плотникова.